# عبد الرحمن العمري
عبد الرحمن معاذ ظافر العمري (17 أبريل 1973 في الطائف، المملكة العربية السعودية - 30 مايو 2007) مواطن سعودي قامت السلطات الأمريكية باعتقاله خارج نطاق القضاء باعتباره عدو مقاتل في معتقل غوانتانامو الأمريكي في كوبا.
ذكرت وزارة الدفاع الأمريكية أن العامري قد انتحر في 30 مايو 2007، وشككت في ذلك التقارير الإعلامية.

## وصلات خارجية
- اندي ورثينجتون "انتحار في غوانتانامو: قصة عبد الرحمن العمري" آندي ورثينجتون، 24 أبريل 2008.